# Moszny (Białoruś)
Moszny (biał. Мошны; ros. Мошны, Moszny; hist.: pol. Moszny) – wieś na Białorusi, w obwodzie homelskim, w rejonie oktiabrskim, w sielsowiecie Pratasy.
Znajduje się tu przystanek kolejowy Moszny, położony na linii Bobrujsk – Rabkor.

## Warunki naturalne
Wieś zlokalizowana jest w znacznym oddalaniu od innych miejscowości. Ze wszystkich stron otoczona jest przez duży kompleks leśny.